# Aspiradora

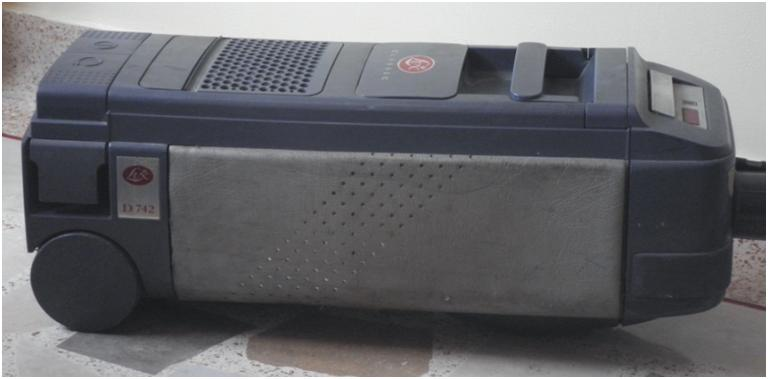
Aspiradora Lux.

Una aspiradora o aspirador es un dispositivo que utiliza una bomba de aire para aspirar el polvo y otras partículas pequeñas de suciedad, generalmente del suelo. La mayoría de hogares con suelo enlosado tienen un modelo doméstico para la limpieza. La suciedad se recoge mediante una bolsa de polvo o un sistema de «ciclón» para su posterior eliminación.
Últimamente están apareciendo aspiradoras robotizadas, que limpian el suelo sin intervención humana, sino con unos parámetros programados por el usuario a través de una aplicación instalada en el teléfono inteligente. Un ejemplo de ellas es Roomba y en Asia Mamirobot.
También han ganado popularidad en los hogares las aspiradoras escoba que en su mayoría mantienen la misma tecnología de aspiración que sus antecesoras pero reducidas a un tamaño y peso mucho menor. Para mayor comodidad del usuario, hoy en día la mayoría de las opciones son inalámbricas y se adaptan en altura, siendo todas iguales. 

## Historia
Hasta finales del siglo XIX, los trapeadores y cepillos para alfombras eran las únicas herramientas con las que se contaba para tratar de mantener limpio el ambiente de estos lugares.

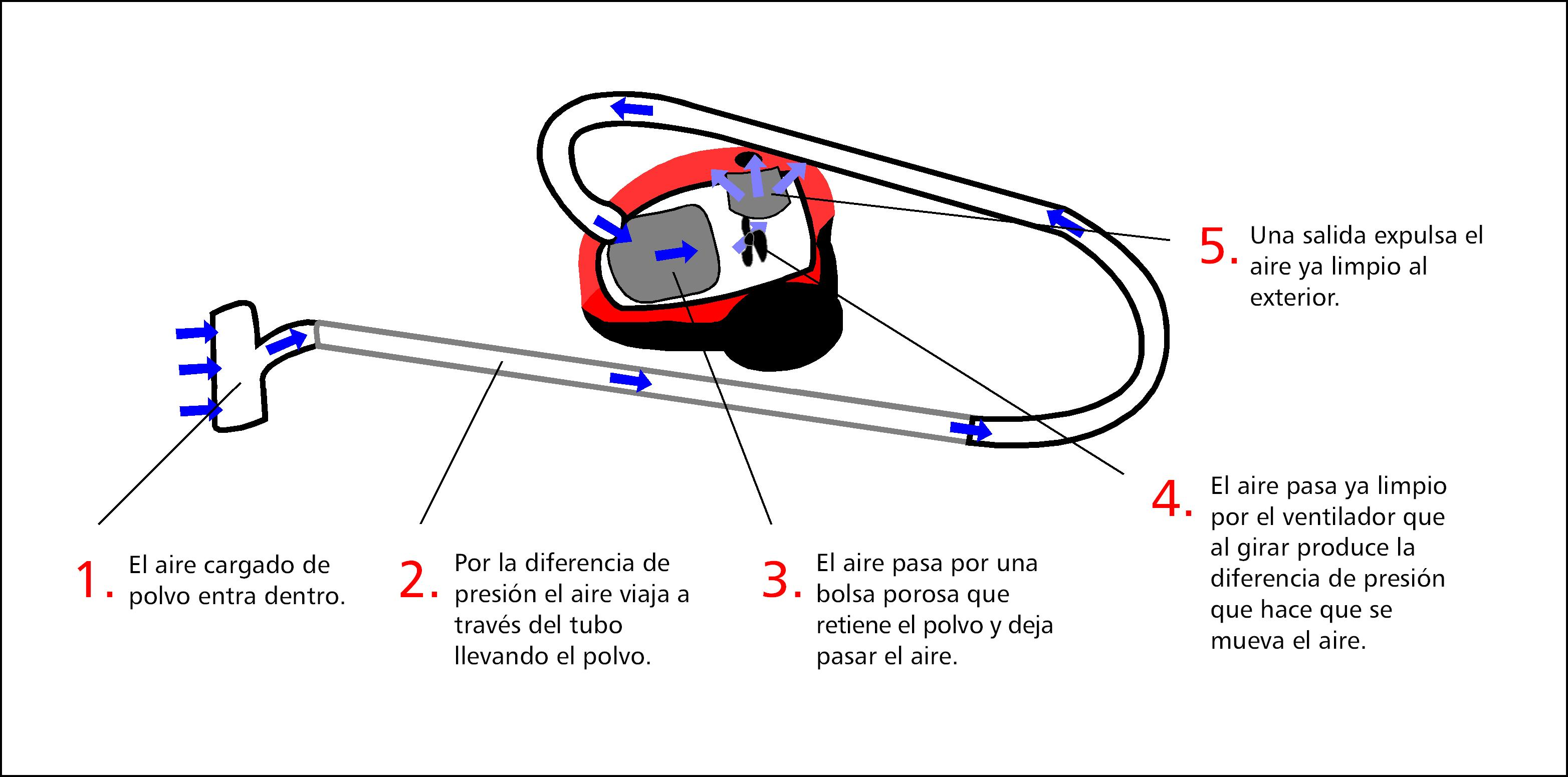
Esquema del viaje del aire en una aspiradora.

Posteriormente fueron creados varios artefactos para limpiar alfombras, y en 1901 fue patentada la primera aspiradora. Ideada por el ingeniero inglés Hubert Cecil Booth, la primera aspiradora, era una enorme máquina, con un motor eléctrico, que aspiraba el polvo. También creó una aspiradora que la llamó Trolleyvack que funcionaba con un motor más pequeño, después Booth instaló una empresa de aseo. Su primera tarea importante fue limpiar la alfombra de la Abadía de Westminster; también hubo otro creador, James Murray Spangler (de Ohio), quien creó una aspiradora portátil que funcionaba con un ventilador eléctrico.

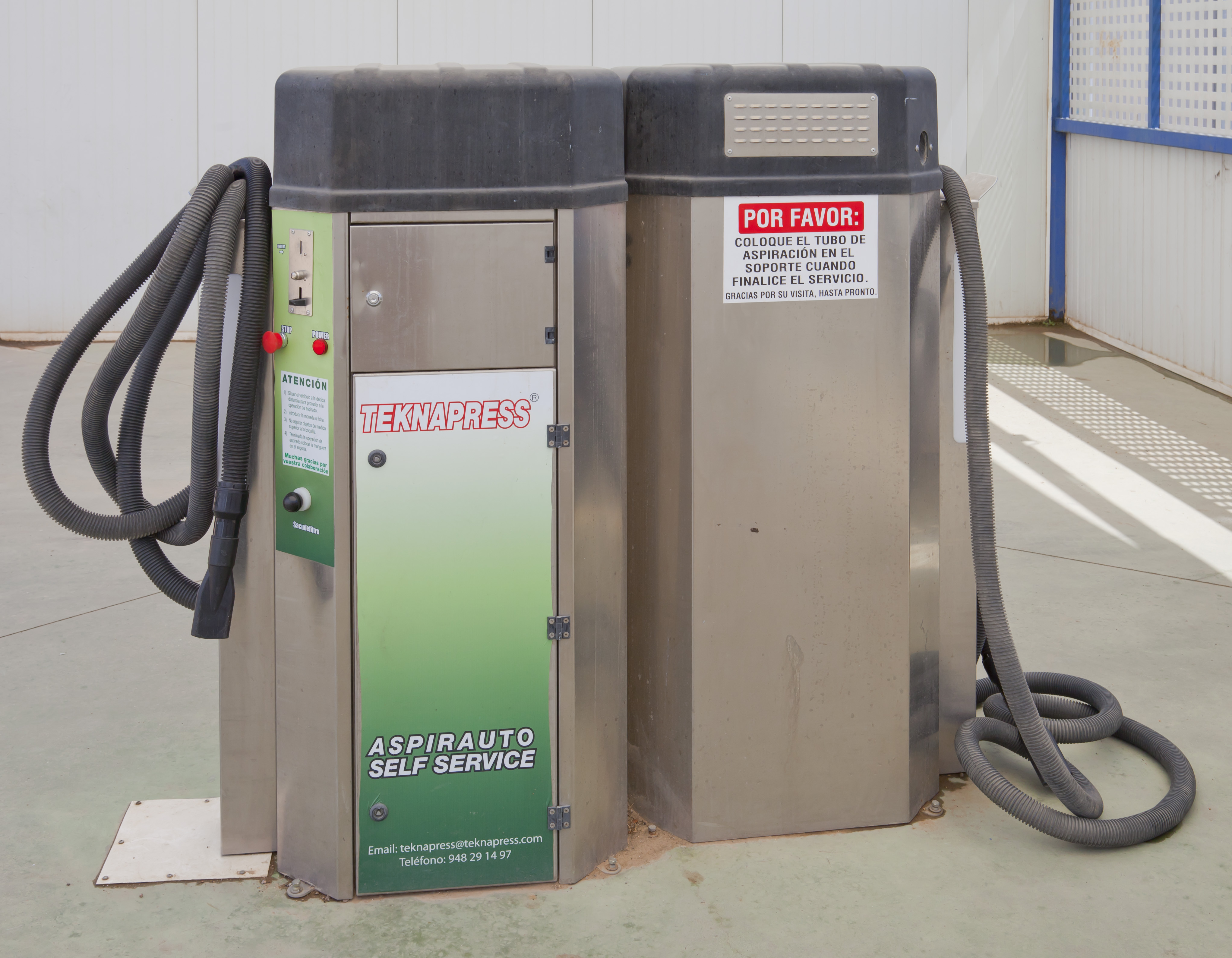
Variante para la limpieza de vehículos.

No obstante, no sería hasta 1908 (año en el que Spangler vendió los derechos de su invento a un pariente e industrial del cuero, William H. Hoover) que se creara la aspiradora de trineo de hoy en día. Hoover diseñó el modelo "O", que tenía ruedas, un mango largo y una bolsa para contener el polvo. Aunque en un principio el mercado era para fábricas, más tarde realizó una línea de aparatos domésticos, popularizándose su uso rápidamente por todo Estados Unidos.
Hoy en día es un equipo indispensable para el mantenimiento y limpieza tanto para el hogar, como para oficina, gobierno, universidades y colegios. Los modelos utilizados por personal de limpieza son más robustas y muchas veces no utilizan bolsa para retener el polvo, sino que lo depositan en un contenedor para luego vaciar este contenedor a la basura.
El creador de la aspiradora fue Hubert Cecil Booth.

## Configuraciones modernas
Existe una gran variedad de tecnologías, diseños y configuraciones de aspiradoras para trabajos de limpieza tanto domésticos como comerciales.

### Aspiradora vertical
Las aspiradoras verticales son populares en Estados Unidos, Gran Bretaña y numerosos países de la Commonwealth, pero son inusuales en algunos países de Europa continental. Tienen la forma de un cabezal de limpieza, en el que se fijan un mango y una bolsa. Los diseños verticales suelen emplear un cepillo giratorio o una barra batidora, que elimina la suciedad mediante una combinación de barrido y vibración. Hay dos tipos de aspiradoras verticales: de aire sucio/ventilador directo (que se encuentra sobre todo en las aspiradoras comerciales), o de aire limpio/ventilador de derivación (que se encuentra en la mayoría de las aspiradoras domésticas actuales).
Las aspiradoras de ventilador directo, el más antiguo de los dos diseños, tienen un gran impulsor (ventilador) montado cerca de la abertura de succión, a través del cual la suciedad pasa directamente, antes de ser soplada en una bolsa. El motor suele estar refrigerado por un ventilador separado. Debido a sus grandes ventiladores y a sus trayectorias de aire comparativamente cortas, las aspiradoras de aspiración directa crean un flujo de aire muy eficiente con una baja potencia, y son eficaces para la limpieza de alfombras. Su potencia de limpieza "por encima del suelo" es menos eficiente, ya que el flujo de aire se pierde al pasar por una manguera larga, y el ventilador ha sido optimizado para el volumen de flujo de aire y no para la succión.
Las aspiradoras verticales con ventilador tienen el motor montado después de la bolsa filtrante. El polvo es eliminado de la corriente de aire por la bolsa, y normalmente por un filtro, antes de que pase por el ventilador. Los ventiladores son más pequeños y suelen ser una combinación de varias turbinas móviles y fijas que trabajan en secuencia para aumentar la potencia. El motor es refrigerado por la corriente de aire que pasa a través de él. Las aspiradoras con ventilador son buenos tanto para la limpieza de alfombras como de suelos, ya que su succión no disminuye significativamente a lo largo de la distancia de una manguera, como ocurre en las aspiradoras con ventilador directo. Sin embargo, sus trayectorias de aire son mucho menos eficientes y pueden requerir más del doble de potencia que las aspiradoras de ventilador directo para lograr los mismos resultados.
Las aspiradoras verticales más comunes utilizan una correa de transmisión accionada por el motor de aspiración para hacer girar el rodillo de cepillado. Sin embargo, existe un diseño más común de aspiradoras verticales de doble motor. En estas aspiradoras, la succión se realiza a través de un motor grande, mientras que el rodillo de cepillado es accionado por un motor separado, más pequeño, que no crea ninguna succión. En ocasiones, el motor del rodillo de cepillado puede desconectarse, de modo que los suelos duros pueden limpiarse sin que el rodillo de cepillado esparza la suciedad. También puede tener una función de desconexión automática que apaga el motor si el cepillo-rodillo se atasca, protegiéndolo de posibles daños.

### Canister
Los modelos de bote (en el Reino Unido también llamados modelos de cilindro) dominan el mercado europeo. Tienen el motor y el colector de polvo (con bolsa o sin bolsa) en una unidad separada, normalmente montada sobre ruedas, que se conecta al cabezal de aspiración mediante una manguera flexible. Su principal ventaja es la flexibilidad, ya que el usuario puede acoplar distintos cabezales para diferentes tareas, y la maniobrabilidad (el cabezal puede llegar debajo de los muebles y facilita mucho la aspiración de escaleras y superficies verticales). Muchos modelos cilíndricos incorporan de serie o como complemento cabezales mecánicos que contienen el mismo tipo de batidoras que las unidades verticales, lo que las hace tan eficaces en las alfombras como los modelos verticales. Estos batidores son accionados por un motor eléctrico independiente o una turbina que utiliza la potencia de succión para hacer girar el rodillo de cepillado a través de una correa de transmisión.

### Tambor

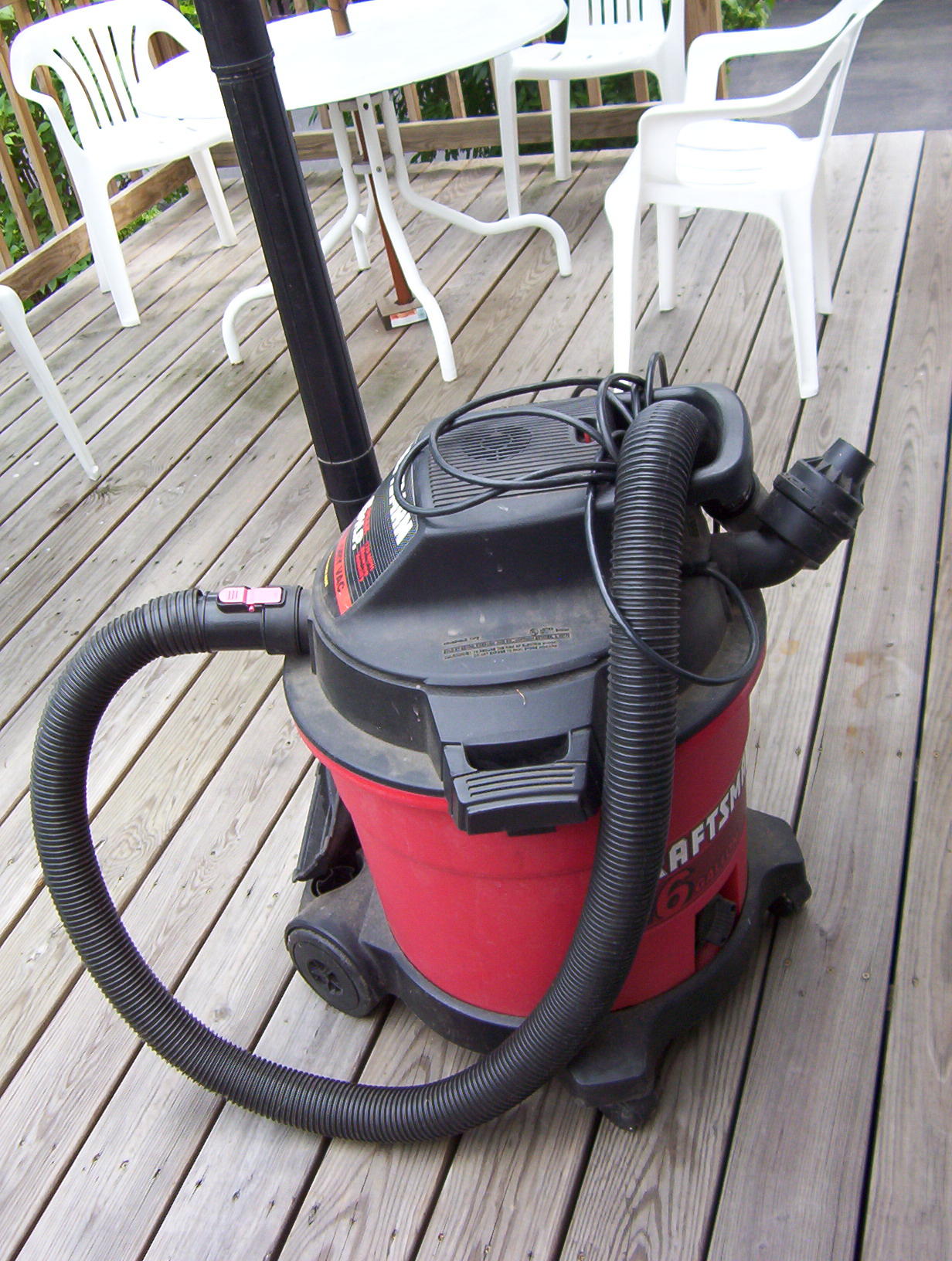
Aspiradora para uso doméstico

Los modelos de aspiradora de tambor o de taller son esencialmente versiones industriales de servicio pesado de las aspiradoras de cilindro, en las que el recipiente consiste en un gran tambor colocado verticalmente que puede ser fijo o con ruedas. Las versiones más pequeñas, para su uso en garajes o talleres pequeños, suelen funcionar con electricidad. Los modelos más grandes, que pueden almacenar más de 200 L, suelen estar conectados al aire comprimido, utilizando el efecto Venturi para producir un vacío parcial. En muchos talleres también se utilizan sistemas de recogida de polvo incorporados.

### Húmeda/seca
Las aspiradoras húmedos o húmedas/secas son una forma especializada de los modelos de cilindro/tambor que pueden utilizarse para limpiar derrames húmedos o líquidos. Por lo general, están diseñadas para ser utilizadas tanto en interiores como en exteriores y para admitir residuos húmedos y secos; algunas también están equipadas con un puerto de escape o un soplador desmontable para invertir el flujo de aire, una función útil para todo, desde limpiar una manguera obstruida hasta soplar el polvo en una esquina para facilitar su recogida.
Relacionado con la aspiradora húmeda está el aspirador de extracción que se utiliza principalmente en la extracción de agua caliente, un método de limpieza de piezas de tela difíciles de mover como las alfombras. Estas máquinas son capaces de rociar agua jabonosa caliente y luego succionarla del tejido, eliminando la suciedad en el proceso.

### Neumática
Las aspiradoras húmedas/secas neumáticas son una forma especializada de modelos húmedos/secos que se conectan al aire comprimido. Comúnmente pueden acomodar tanto la suciedad húmeda como la seca, una característica útil en plantas industriales e instalaciones de fabricación.

### Mochilas
Las aspiradoras de mochila se utilizan habitualmente para la limpieza comercial: permiten al usuario desplazarse rápidamente por una zona amplia. Se trata básicamente de pequeñas aspiradoras de bote atadas a la espalda del usuario.

### Aspiradora de mano

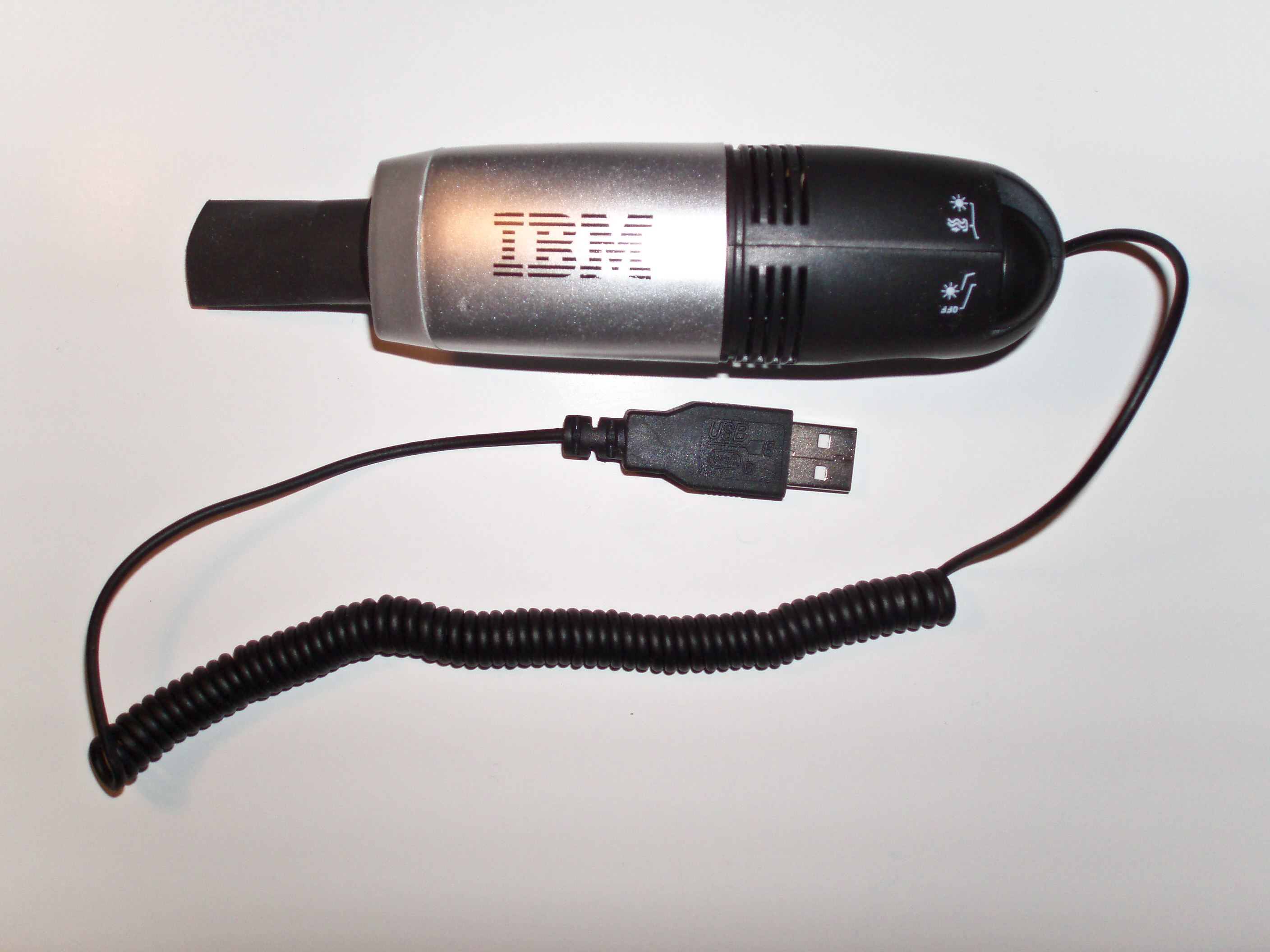
Aspiradora de mano alimentada por USB (regalo promocional)

Las aspiradoras de mano ligeras, alimentadas por baterías recargables o por la red eléctrica, también son populares para limpiar pequeños derrames. Algunos ejemplos frecuentes son la Black & Decker DustBuster, que se presentó en 1979, y numerosos modelos de mano de Dirt Devil, que se presentaron por primera vez en 1984. Algunas aspiradoras de mano que funcionan con baterías son aptas para mojado/seco; el aparato debe ser parcialmente desmontado y limpiado después de recoger materiales húmedos para evitar el desarrollo de olores desagradables.

### Robótica

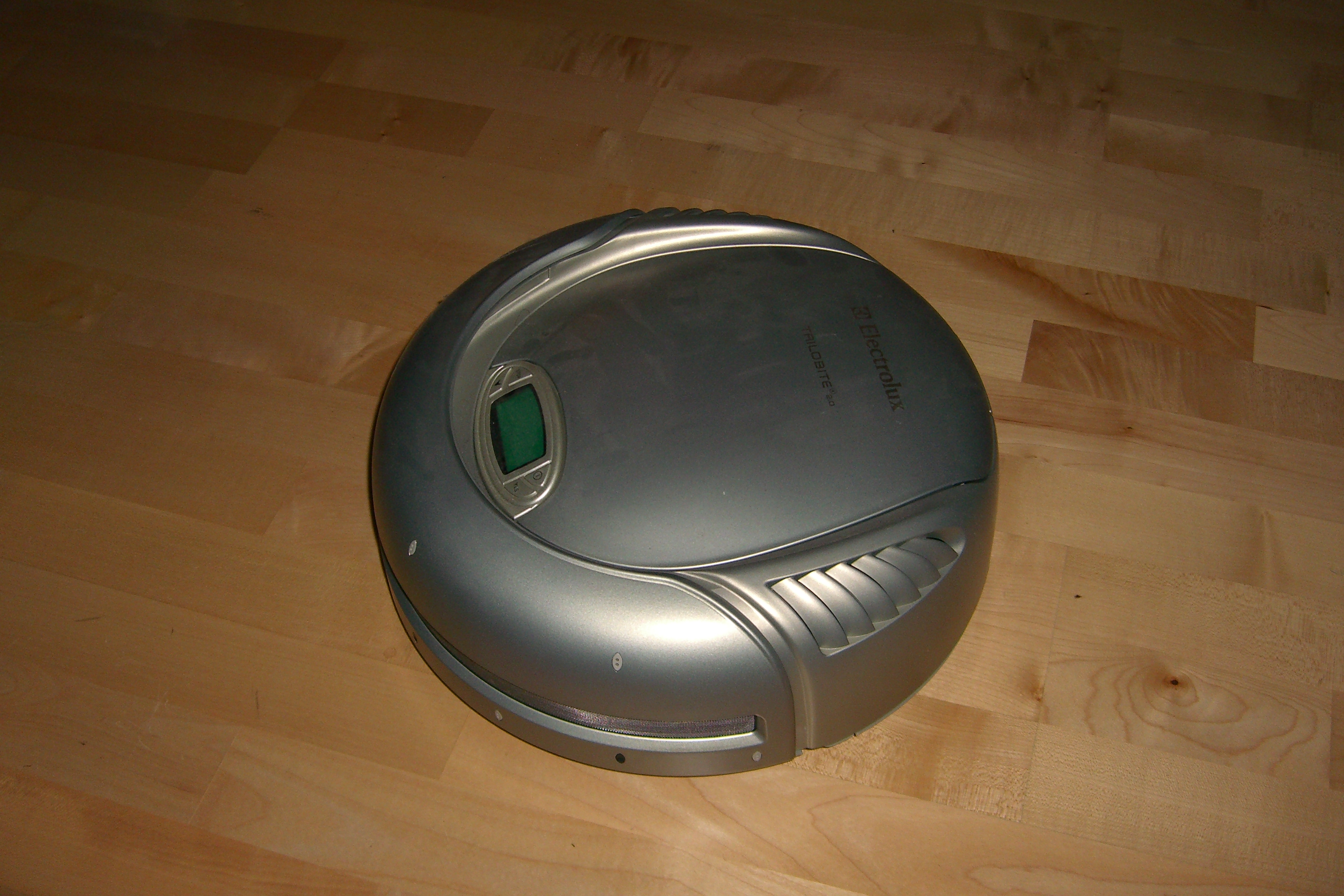
El Electrolux Trilobite fue la primera aspiradora robótica de producción en serie

A finales de la década de 1990 y principios de la de 2000, varias empresas desarrollaron aspiradoras robóticas, una forma de barredora de alfombras generalmente equipada con una potencia de succión limitada. Algunas marcas destacadas son [Roomba], [Neato Robotics/Neato] y [bObsweep]. Estas máquinas se mueven en forma  [robot autónomo/autónoma] mientras recogen el polvo y los residuos de la superficie en un [cubo de basura]. Por lo general, pueden navegar alrededor de los muebles y volver a una estación de acoplamiento para cargar sus baterías, y unas pocas son capaces de vaciar sus contenedores de polvo en el muelle también. La mayoría de los modelos están equipados con cepillos motorizados y un motor de aspiración para recoger el polvo y los residuos. Aunque la mayoría de los aspiradores robóticos están diseñados para su uso en el hogar, algunos modelos son adecuados para su funcionamiento en oficinas, hoteles, hospitales, etc.
En diciembre de 2009, Neato Robotics lanzó el primer robot aspiradora del mundo que utiliza un telémetro láser giratorio (una forma de lidar) para escanear y trazar un mapa de su entorno. Utiliza este mapa para limpiar el suelo en forma metódica, aún si es preciso que el robot regrese a su base varias veces para recargar sus baterías. En muchos casos se da cuenta cuando un sector del piso que anteriormente no estaba accesible se encuentra libre, como por ejemplo si un perro se despierta de la siesta, y entonces regresa para aspirar esa zona. También posee el más potente motor de entre las aspiradoras robóticas, impulsando un caudal de 1 m3/min de aire.

### Ciclónica

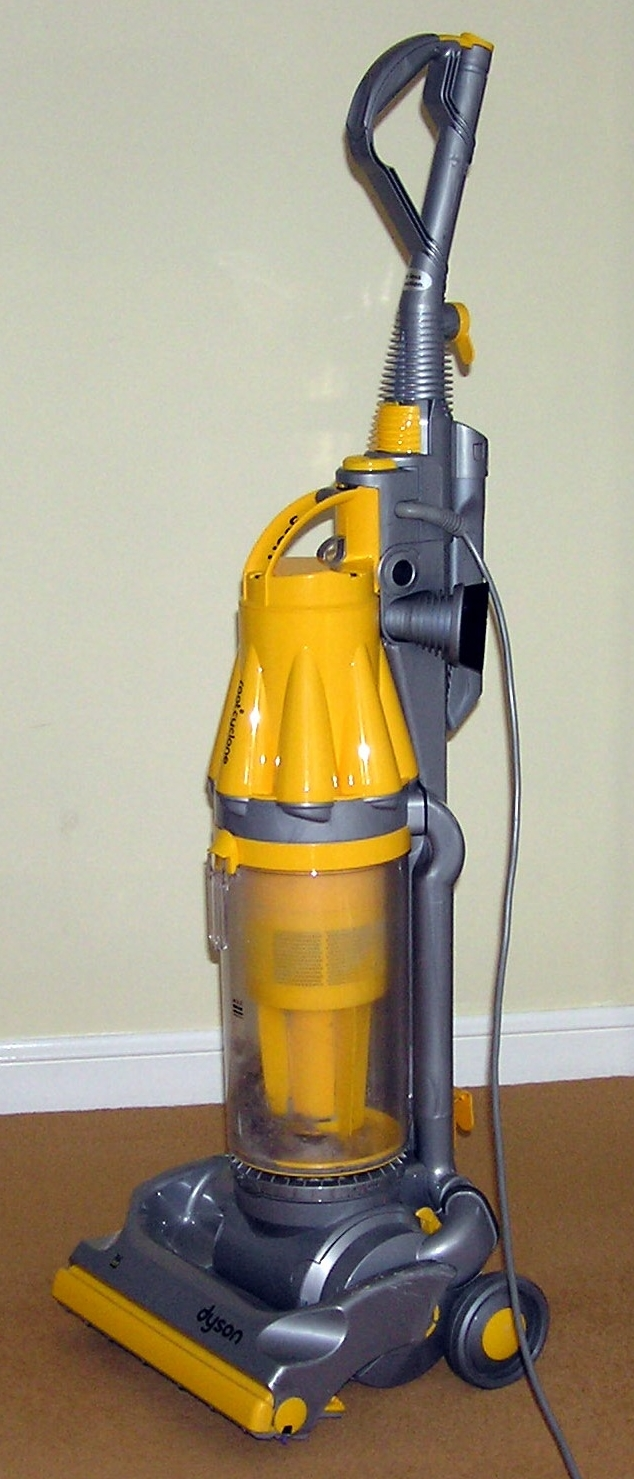
Una aspiradora Dyson DC07 vertical usando la fuerza centrífuga para separar el polvo y partículas del aire que pasa a través del tambor cilíndrico de colección

Las aspiradoras portátiles que trabajan mediante el principio de separación ciclónica fueron populares en la década de 1990. Este principio de separación de basura era conocido y a menudo utilizado en los sistemas de aspiración central. La empresa P.A. Geier de Cleveland había obtenido la patente de una aspiradora ciclónica ya en 1928, que posteriormente fue vendida a Health-Mor en 1939, presentando la aspiradora de bote ciclónica Filter Queen.
En 1979, James Dyson introdujo una unidad portátil con separación ciclónica, adaptando este diseño de los aserraderos industriales. Lanzó su limpiador ciclónico primero en Japón en la década de 1980 a un coste de unos 1800 dólares y en 1993 lanzó el Dyson DC01 vertical en el Reino Unido por 200 libras. Los críticos esperaban que la gente no comprara una aspiradora que costara el doble que una unidad convencional, pero el diseño de Dyson se convirtió más tarde en la aspiradora más popular del Reino Unido.
Las aspiradoras ciclónicas no utilizan bolsas de filtración. En su lugar, el polvo se separa en un recipiente de recogida cilíndrico y desmontable. El aire y el polvo son aspirados a gran velocidad en el recipiente de recogida en dirección tangencial a la pared del recipiente, creando un vórtice que gira rápidamente. Las partículas de polvo y otros residuos se desplazan hacia el exterior del recipiente por fuerza centrífuga, donde caen debido a la gravedad.
En los aspiradores de instalación fija central, el aire limpiado puede salir directamente al exterior sin necesidad de más filtración. Un sistema de filtración ciclónica bien diseñado sólo pierde potencia de succión debido a la restricción del flujo de aire cuando el recipiente de recogida está casi lleno. Esto contrasta con los sistemas de bolsas filtrantes, que pierden succión cuando los poros del filtro se obstruyen al recoger la suciedad y el polvo.
En los modelos ciclónicos portátiles, el aire limpio del centro del vórtice es expulsado de la máquina tras pasar por una serie de filtros sucesivamente más finos en la parte superior del recipiente. El primer filtro está destinado a atrapar las partículas que podrían dañar los filtros posteriores que eliminan las partículas finas de polvo. Los filtros deben limpiarse o sustituirse periódicamente para que la máquina siga funcionando con eficacia.
Desde el éxito de Dyson en la concienciación del público sobre la separación ciclónica, varias otras empresas han introducido modelos ciclónicos. Entre los fabricantes competidores se encuentran Hoover, Bissell, Shark, Eureka, Electrolux, Filter Queen, etc., y los modelos más baratos no son más caros que una limpiadora convencional.

### Central

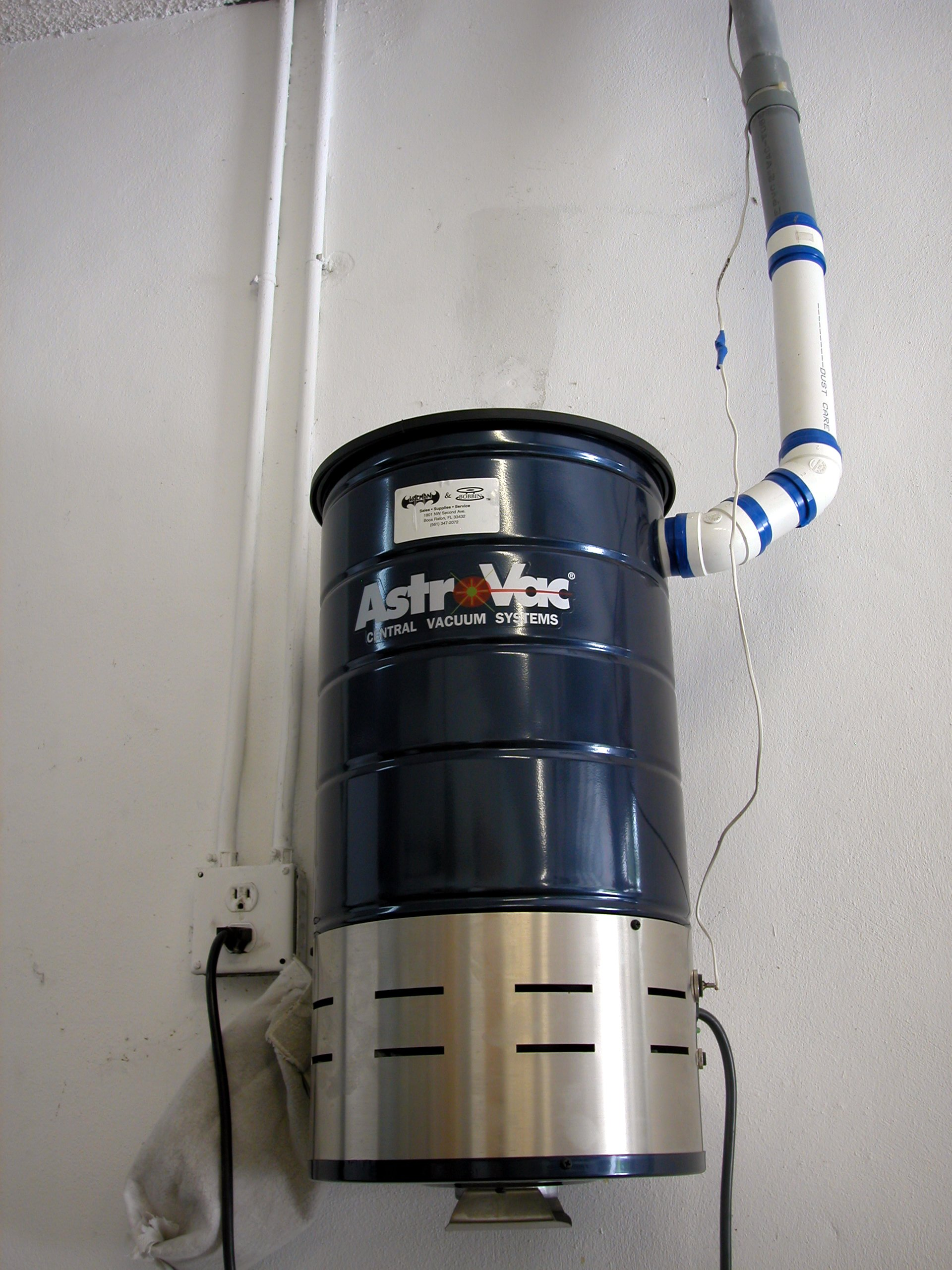
La unidad de potencia de una típica aspiradora central para uso residencial

Las aspiradoras centrales, también conocidas como empotradas o canalizadas, son un tipo de modelo de bote/cilindro que tiene el motor y la unidad de filtración de la suciedad ubicados en un lugar central de un edificio, y conectados por tuberías a tomas de vacío fijas instaladas en todo el edificio. Sólo es necesario llevar la manguera y el cabezal de limpieza de una habitación a otra, y la manguera suele tener una longitud de 8 m, lo que permite un gran rango de movimiento sin cambiar las entradas de vacío. Las tuberías de plástico o metal conectan las entradas a la unidad central. El cabezal de aspiración puede no tener motor, o tener batidores accionados por un motor eléctrico o por una turbina impulsada por aire.
La bolsa de suciedad o el cubo de recogida de un sistema de aspiración centralizada suele ser tan grande que el vaciado o el cambio debe hacerse con menos frecuencia, quizás unas pocas veces al año para un hogar normal. La unidad central suele permanecer en modo de espera, y se enciende mediante un interruptor en el mango de la manguera. Alternativamente, la unidad se enciende cuando la manguera se enchufa en la entrada de la pared, cuando el conector metálico de la manguera hace contacto con dos puntas de la entrada de la pared y la corriente de control se transmite a través de cables de baja tensión a la unidad principal.
Una aspiradora centralizada suele producir una mayor succión que las aspiradoras portátiles comunes porque se puede utilizar un ventilador más grande y un motor más potente cuando no se requiere que sean portátiles. Un sistema de separación ciclónica, si se utiliza, no pierde succión a medida que el recipiente de recogida se llena, hasta que el recipiente está casi lleno. Esto contrasta con los diseños de bolsa filtrante, que empiezan a perder succión inmediatamente a medida que los poros del filtro se obstruyen por la suciedad y el polvo acumulados.
Una ventaja para los alérgicos es que, a diferencia de una aspiradora estándar, que debe devolver parte de la suciedad recogida a la habitación que se está limpiando (por muy eficiente que sea su filtrado), una aspiradora centralizada elimina toda la suciedad recogida a la unidad central. Como esta unidad central suele estar situada fuera de la vivienda, el polvo no vuelve a circular por la habitación que se está limpiando. Además, en la mayoría de los modelos más nuevos es posible ventilar el escape completamente al exterior, incluso con la unidad dentro de la vivienda.
Otra ventaja de la aspiradora centralizada es que, debido a la ubicación remota de la unidad de motor, hay mucho menos ruido en la habitación que se está limpiando que con una aspiradora estándar.

### Constelación

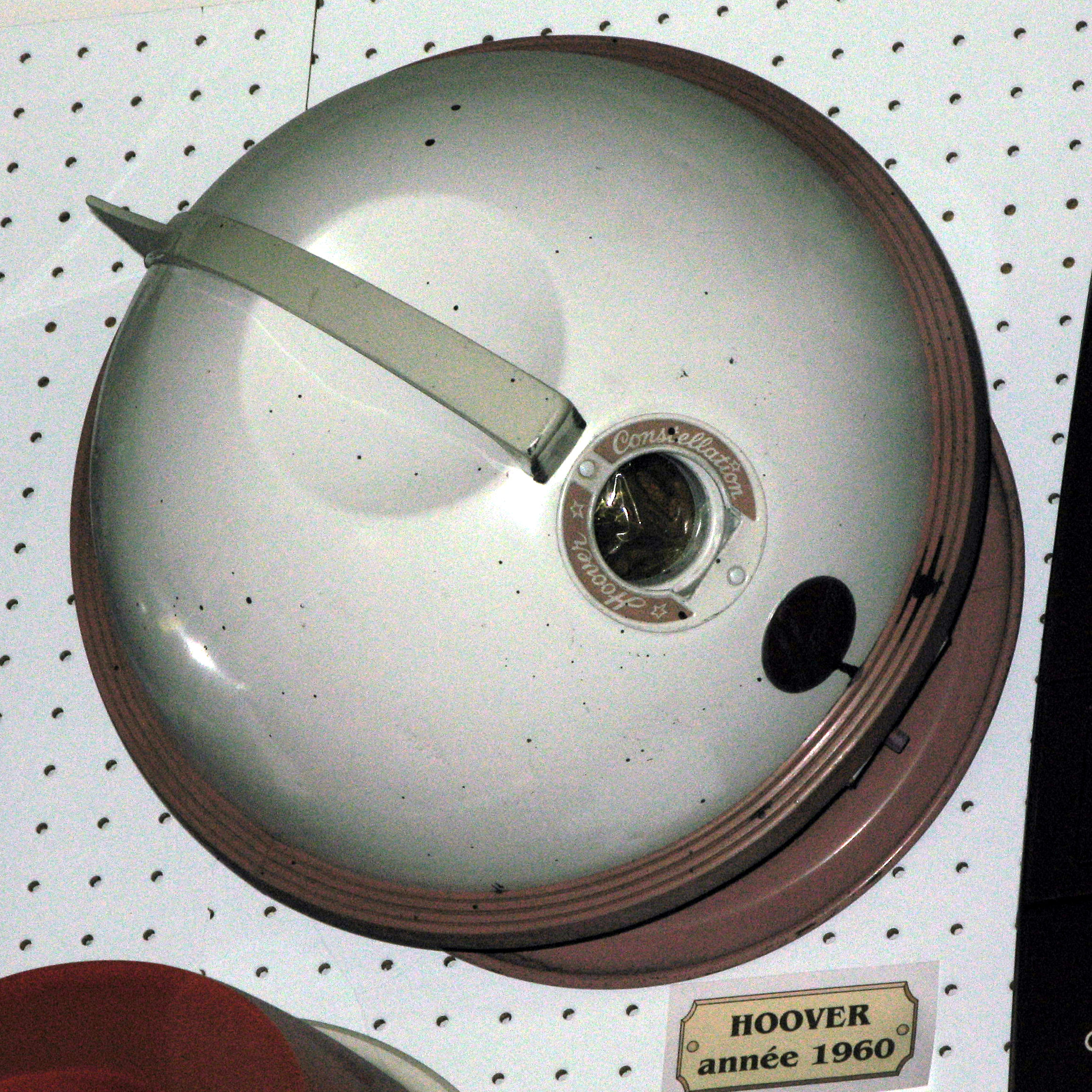
Hoover Constellation of 1960

The Hoover Company comercializó en la década de 1960 una aspiradora inusual, llamada Constellation. El tipo de cilindro carecía de ruedas, y en su lugar la aspiradora flotaba sobre su escape, funcionando como un aerodeslizador, aunque esto no es cierto en los primeros modelos. Tenían una manguera giratoria con la intención de que el usuario colocara la unidad en el centro de la habitación, y trabajara alrededor del limpiador. Introducidas en 1954, son coleccionables y se identifican fácilmente por su forma esférica. Pero siguen siendo una máquina interesante; restauradas, funcionan bien en hogares con muchos suelos de madera.
Los Constellation se modificaron y actualizaron a lo largo de los años hasta que se dejaron de fabricar en 1975. Estos Constellation dirigen todo el escape por debajo de la aspiración utilizando una hoja de aire diferente. El diseño actualizado es silencioso incluso para los estándares modernos, especialmente en alfombras, ya que amortigua el sonido. Estos modelos flotan en la alfombra o en el suelo desnudo, aunque en el suelo duro, el aire de escape tiende a dispersar cualquier pelusa o residuo.
Hoover volvió a lanzar una versión actualizada de este último modelo Constellation en los Estados Unidos (modelo # S3341 en blanco perla y # S3345 en acero inoxidable). Los cambios incluyen una bolsa de filtración HEPA, un motor de 12 amperios, un rodillo de cepillado con turbina y una versión rediseñada del mango. Este mismo modelo se comercializó en el Reino Unido bajo la marca Maytag como Satellite debido a las restricciones de licencia. Se vendió desde 2006 hasta 2009.

### Vehículos
Véase camión aspirador para aspiradoras muy grandes montadas en vehículos.

### Otros
Algunas otras aspiradoras incluyen una mopa eléctrica en la misma máquina: para una limpieza en seco y otra posterior en húmedo.
La empresa iRobot desarrolló el Scooba, un aspirador robótico en húmedo que lleva su propia solución limpiadora, la aplica y friega el suelo, y aspira el agua sucia a un depósito de recogida.

## Galería

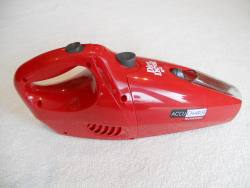
Aspirador de mano
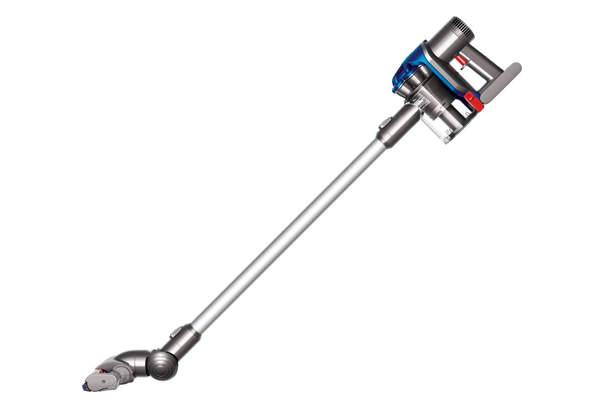
Aspiradora sin cable
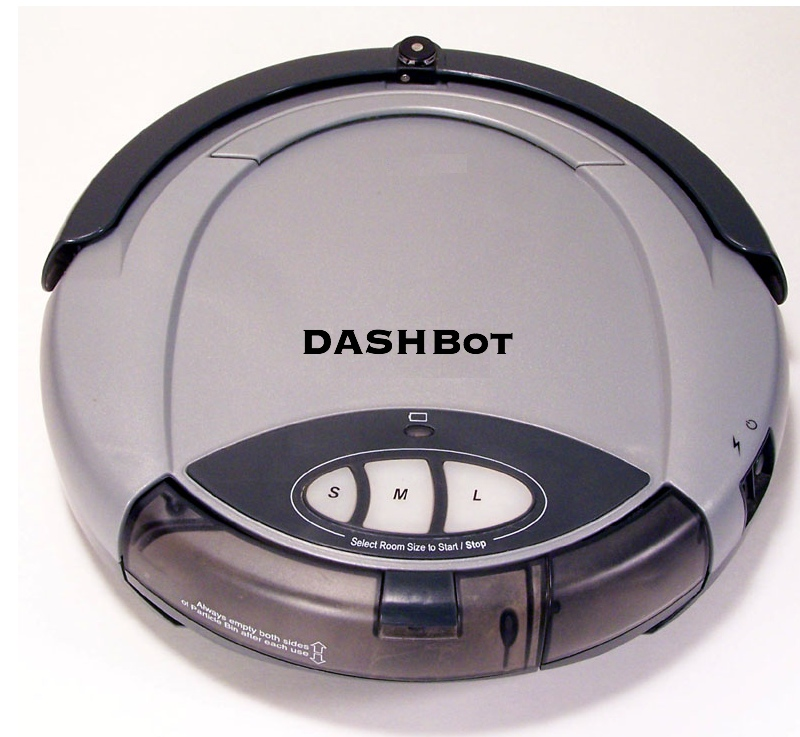
Aspirador robótico
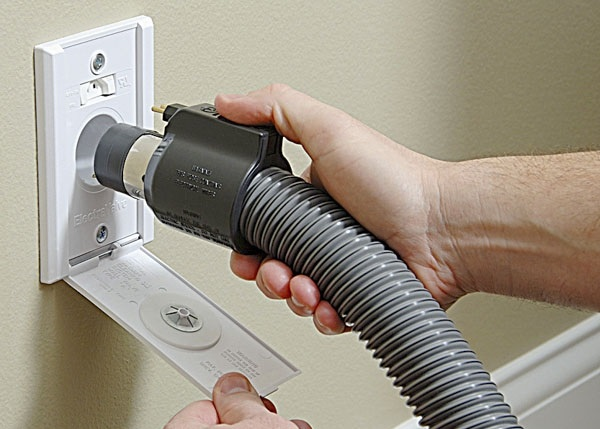
Aspirador central
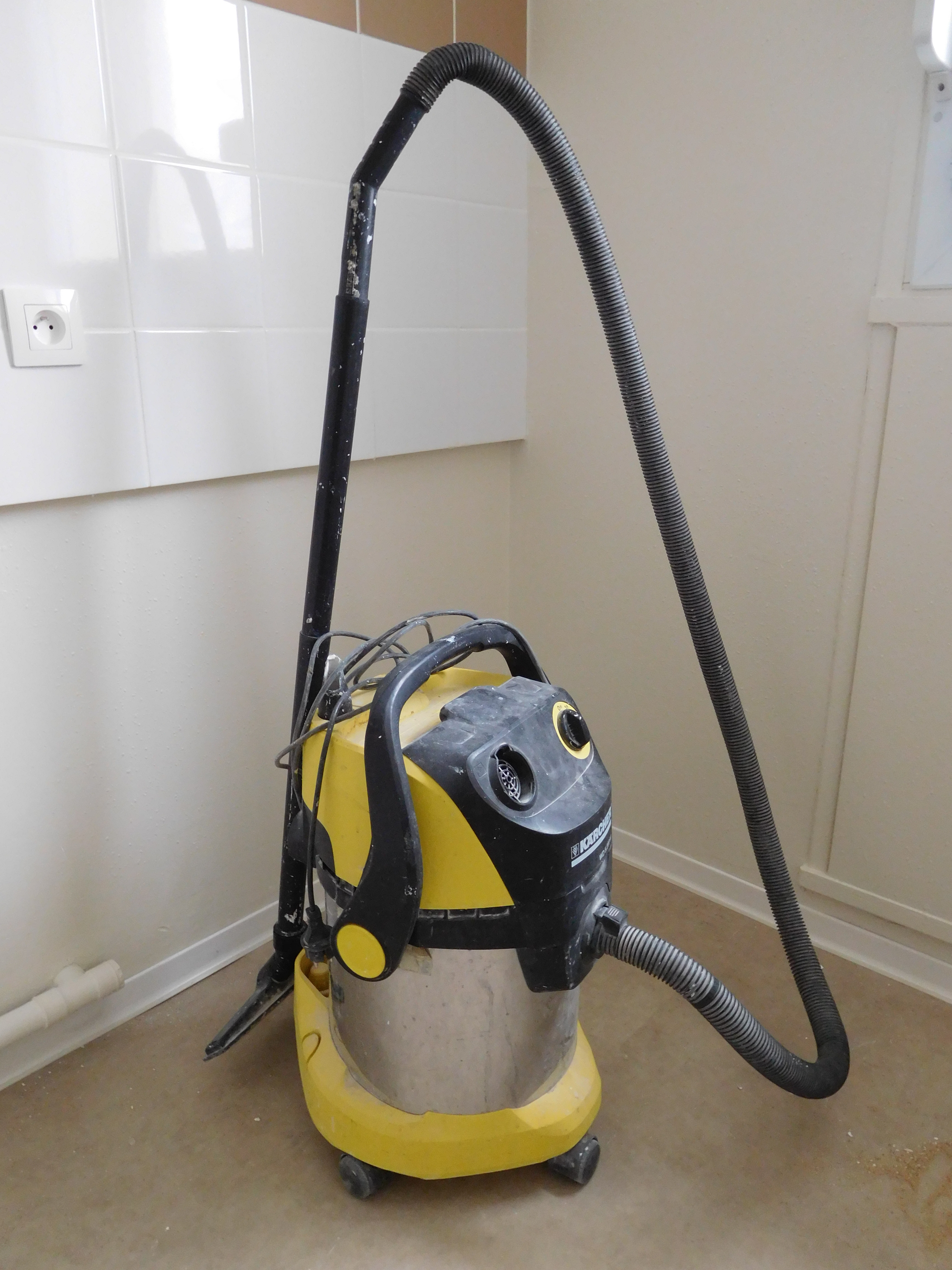
Aspiradora Multiusos
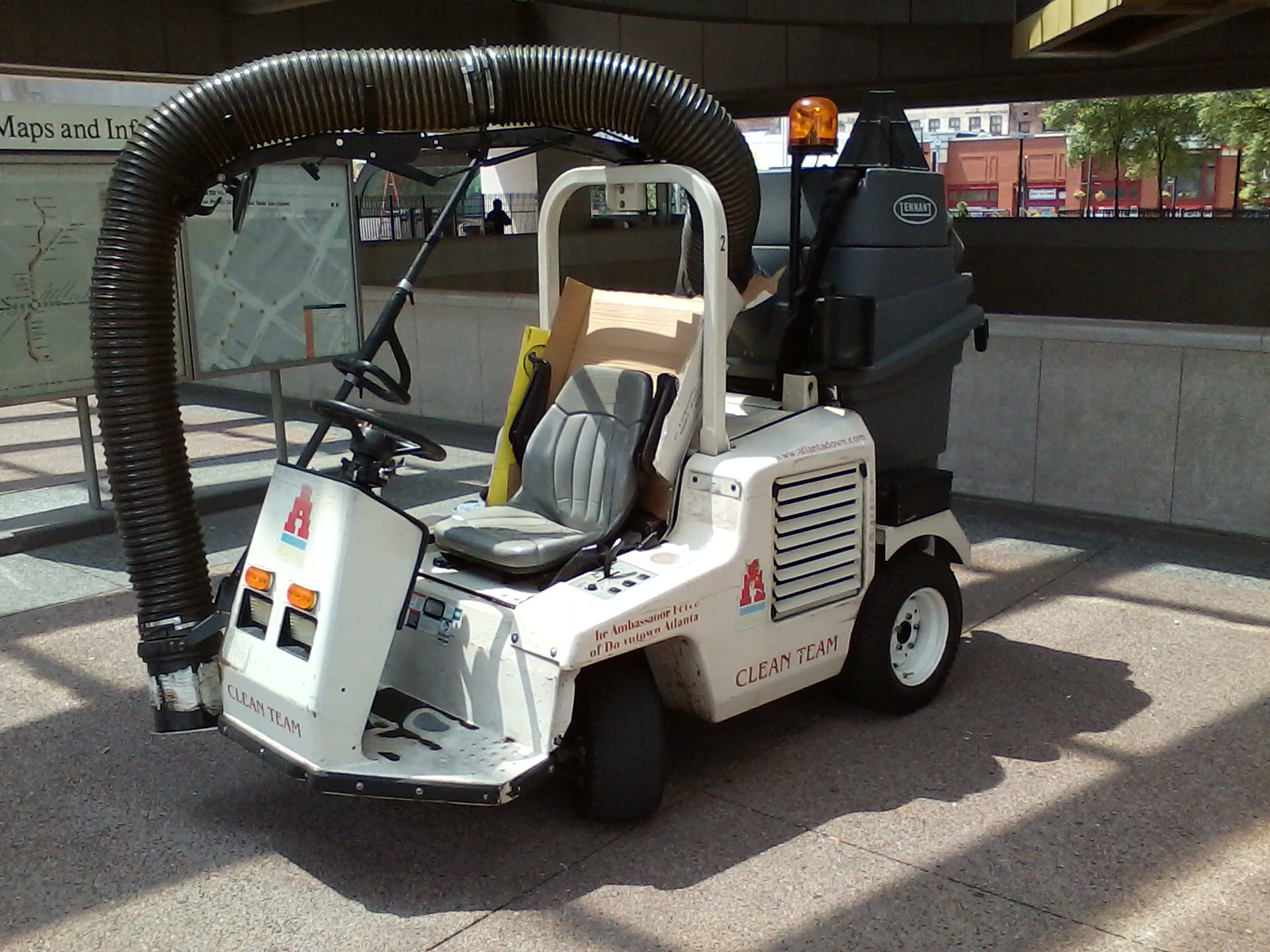
Vehículo aspirador